# Estenotípia

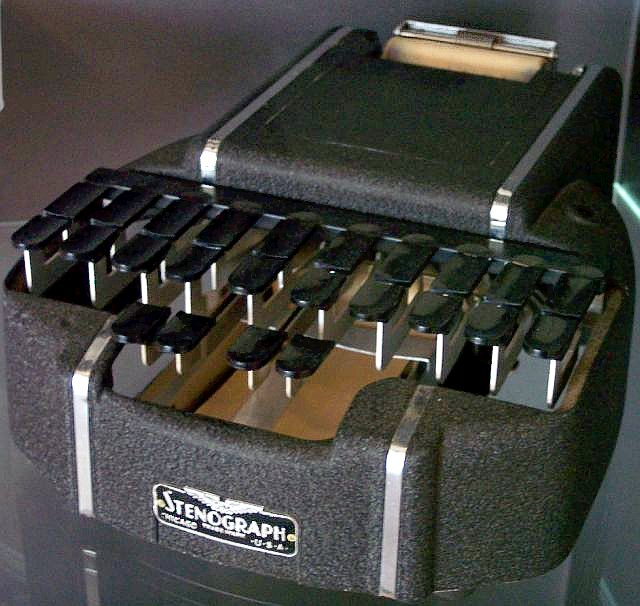
Màquina d'estenotípia.

L'estenotípia és un mètode mecanitzat d'escriptura ràpida que necessita un teclat anomenat  màquina d'estenotípia . Amb aquest aparell es poden executar pulsacions prement una o més tecles al mateix temps.
Hi ha diversos sistemes d'estenotípia, que bàsicament es divideixen en manuals, informatitzades i un tipus híbrid amb els 2 sistemes. L'escriptura resultant mostra lletres alfabètiques en caràcters d'impremta sobre una tira de paper o sobre un mitjà d'emmagatzematge de dades.
També el resultat es pot veure en un ordinador mitjançant la connexió de la màquina amb un cable sèrie, veient-les frases en un editor de text especial. Aquesta seria l'estenotípia informatitzada, que és la més usada actualment. Aquestes últimes permeten l'enregistrament digital del text i del so.

## Descripció
Totes les màquines estan dissenyades sobre la base d'un teclat amb un reduït nombre de tecles. En elles s'aconsegueix obtenir pulsacions de síl·labes o paraules completes. L'assignació de síl·labes cal que sigui específica per a un idioma o grups d'idiomes, atès que les síl·labes bàsiques varien d'un idioma a l'altre. Sigui quin sigui el sistema, l'objectiu és recollir en temps real el discurs íntegre d'una reunió, consell, congrés, etc., al llarg d'una jornada contínua de treball de diverses hores. També és usada la màquina d'estenotípia informatitzada  per a realitzar  subtitulació en temps real  per a persones sordes, a més de poder donar la  transcripció  de l'esdeveniment  in situ . L'operador encarregat d'això rep el nom d'estenotipista .

## Interpretació i correcció posterior
L'estenotípia, per raó de les abreviacions sil·làbiques fetes (una sola pulsació = síl·labes o de vegades paraules completes), té velocitat suficient per transcriure en temps real, però la sortida directa d'una estenotípia bé impresa sobre paper o sobre un mitjà d'emmagatzematge de dades, està molt lluny de tenir una ortografia correcta, cal fer-ne una interpretació-transcripció posterior o bé manual o bé informatitzada (amb un ordinador amb un corrector ortogràfic) en el cas d'haver-la passat a un mitjà d'emmagatzematge de dades.